# Alf Lie
Alf Lie (født 10. april 1887 i Bergen, død 22. marts 1969 smst) var en norsk gymnast, som deltog i OL 1912 i Stockholm.
Ved OL 1912 var han med for Norge i holdkonkurrencen i frit system. Nordmændene vandt konkurrencen med 22,85 point, mens Finland på andenpladsen fik 21,85 og Danmark på tredjepladsen 21,25 point. Hans bror Rolf Lie var også med på holdet.